# Massinga

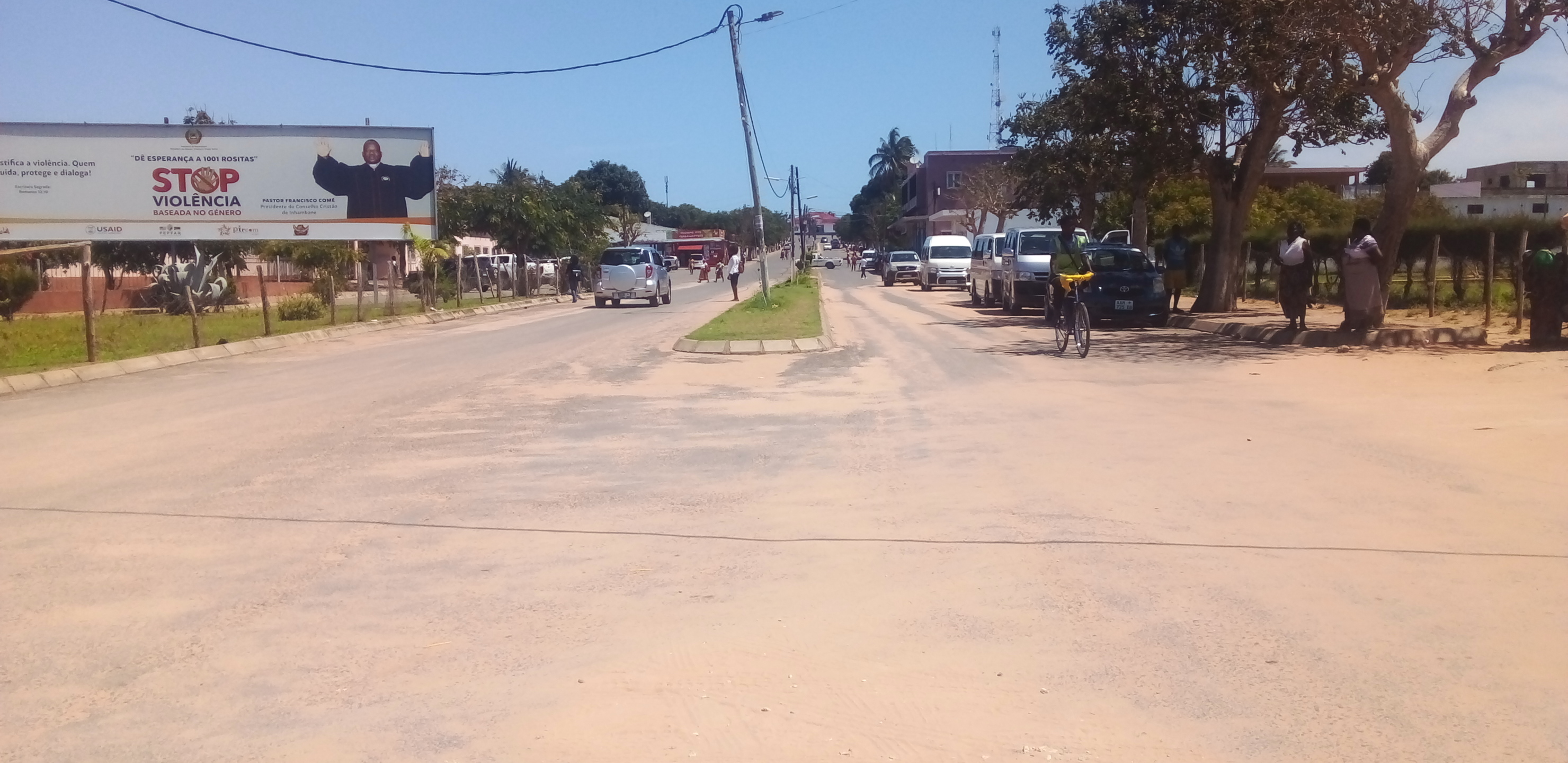
Rua Principal da Vila de Massinga

Massinga é uma vila do sul de Moçambique (província de Inhambane), encontrando-se a cerca de 70 km a norte da cidade de Maxixe, a capital económica da província. É a sede do distrito de mesmo nome. A povoação foi elevada a vila em 21 de Abril de 1974.
Em 2 de abril de 2008, o governo moçambicano anunciou a criação do município de Massinga, na sequência da expansão do processo de autarcização do país a 10 novas vilas, uma em cada província. Na sequência das eleições autárquicas de 2008, Clemente Boca, eleito pelo Partido Frelimo, foi empossado como primeiro Presidente do Conselho Municipal de Massinga em 29 de janeiro de 2009.

## Infraestrutura

### Transportes
A principal ligação de Massinga com o território nacional é rodoviária, sendo que a principal via é a rodovia N1, que a liga a Morrumbene, ao sul, e a Nhachengue e a Mavanza, no norte. Outra ligação importante é feita pela rodovia R444 até as localidades de Sitila e Funhalouro, no oeste.

### Educação
Na cidade de Massinga está instalado um dos campus da Universidade Save (UniSave), uma das instituições de ensino superior públicas do país.